# Veronica campylopoda
Veronica campylopoda là một loài thực vật có hoa trong họ Mã đề. Loài này được Boiss. miêu tả khoa học đầu tiên năm 1844.